# Mahlzeit

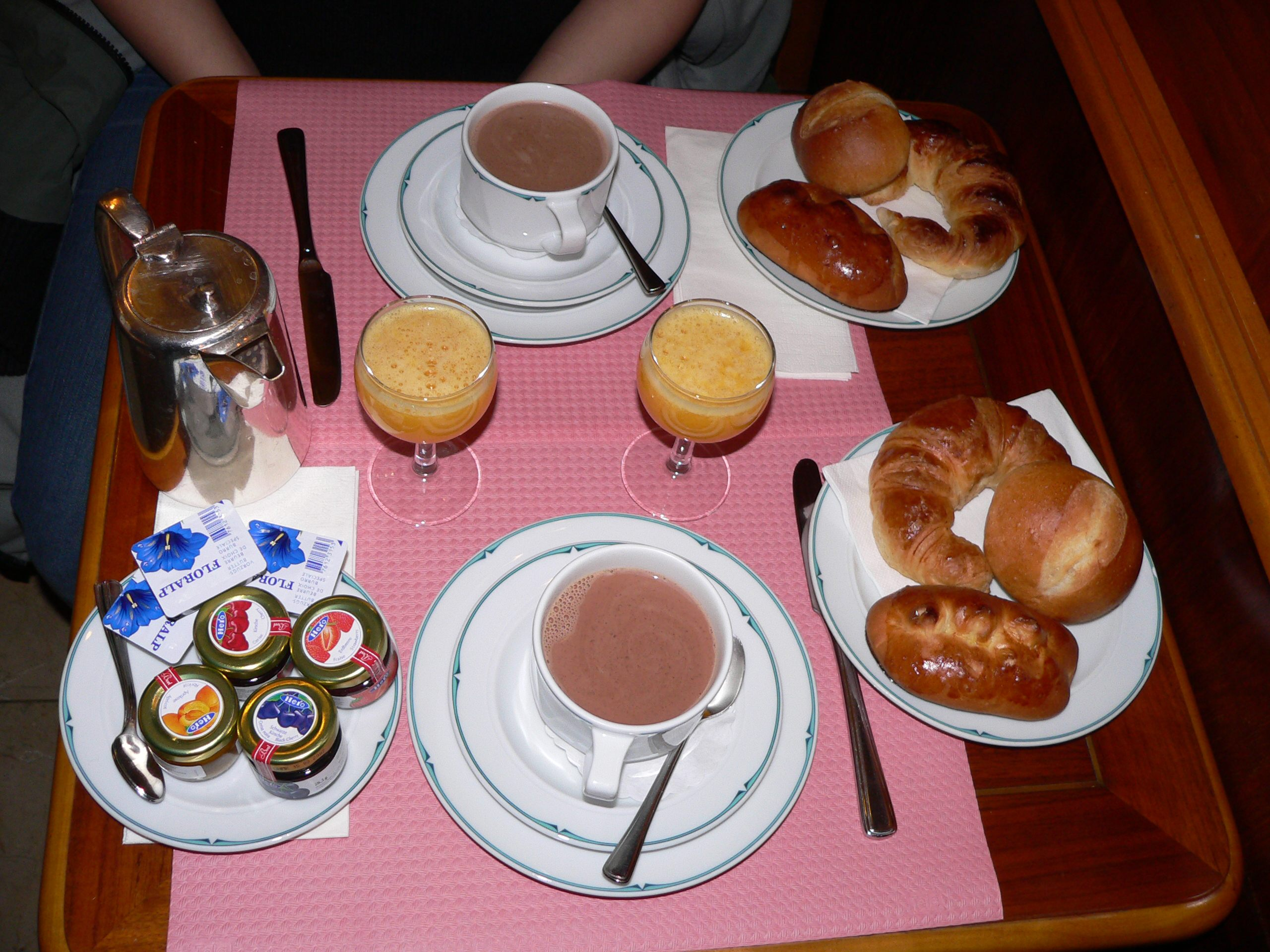
Das Frühstück ist die erste Mahlzeit des Tages (hier ein sogenanntes kontinentales Frühstück)

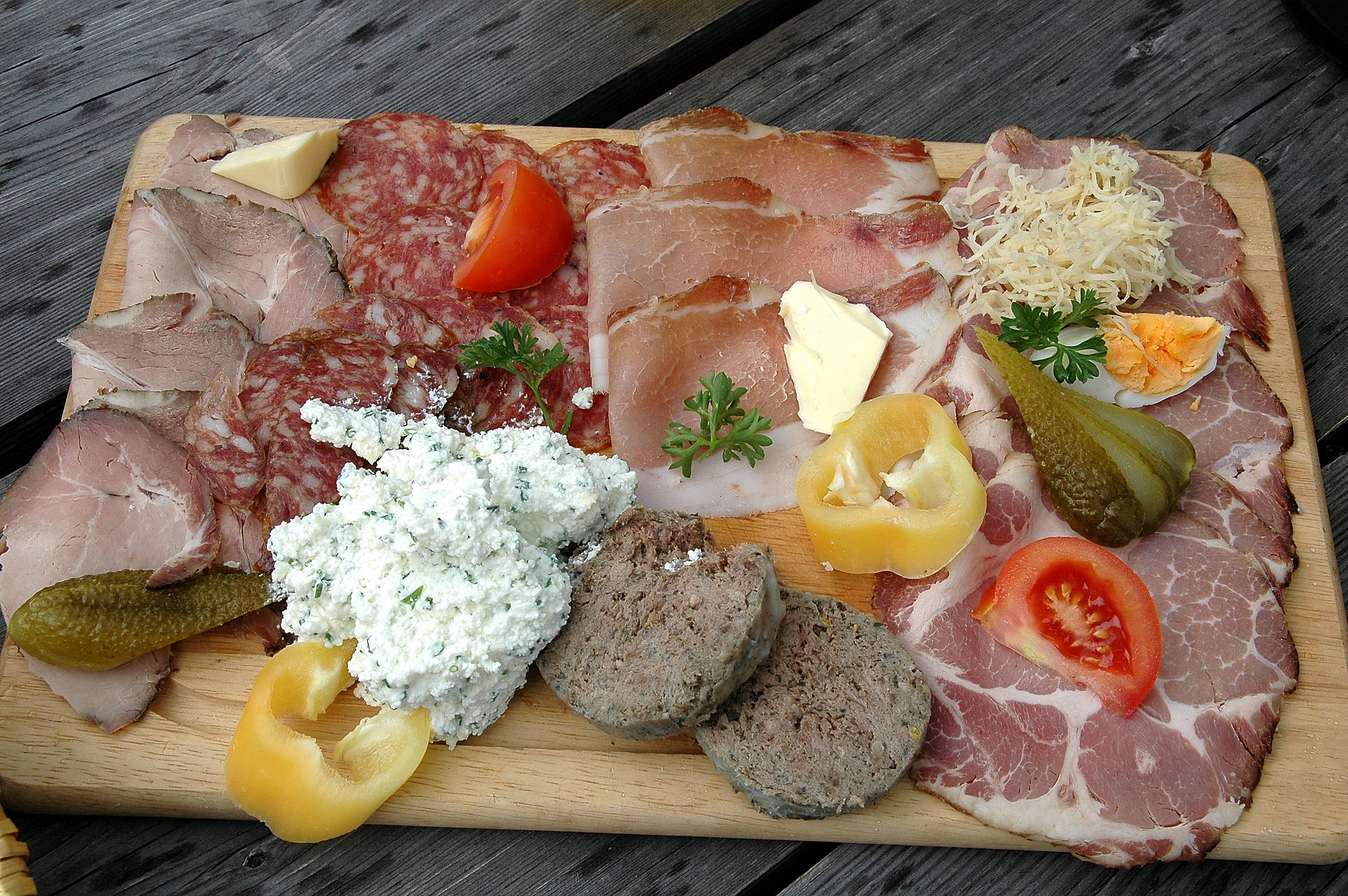
Kärntner Brettljause

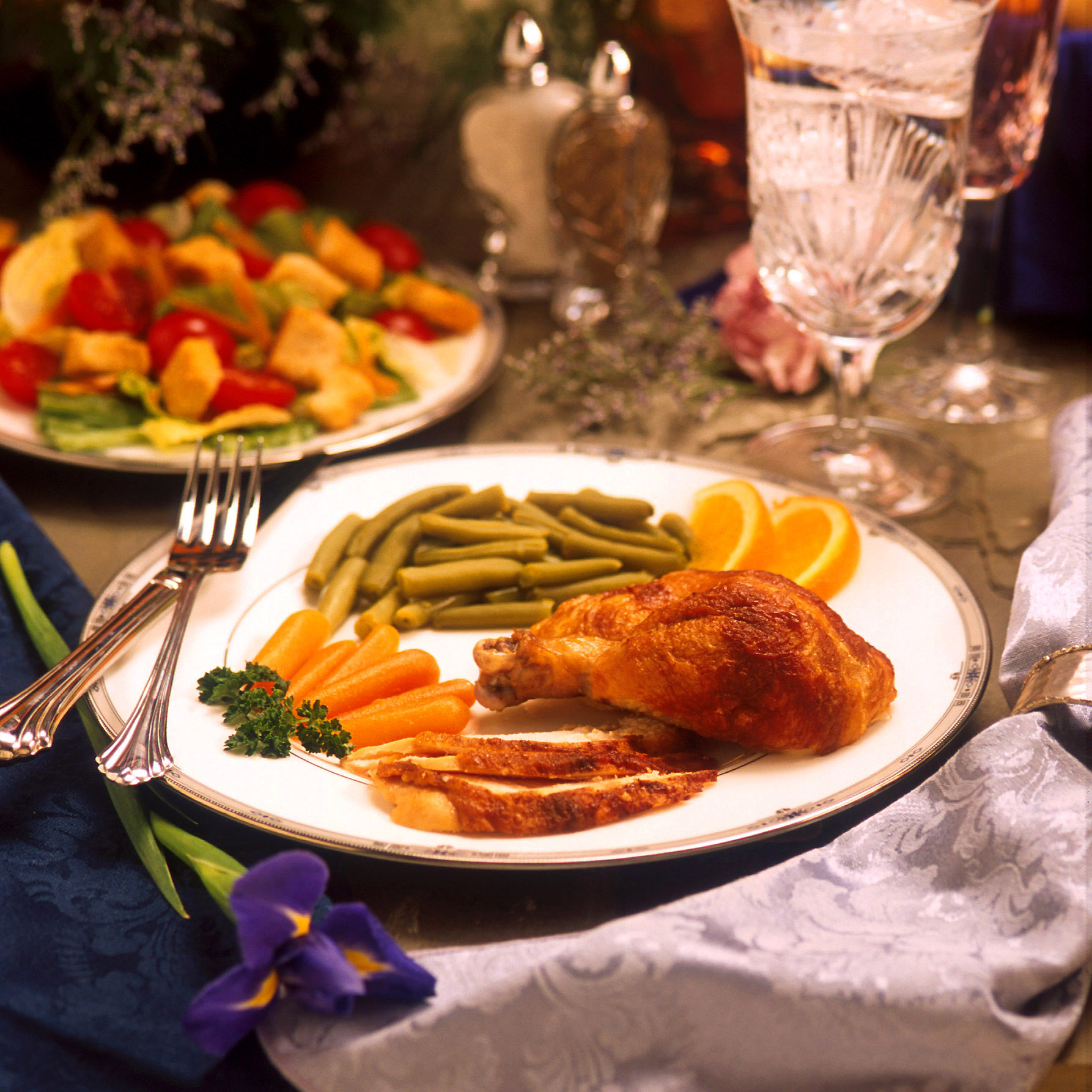
Amerikanisches Dinner

Mahlzeit nennt man das Einnehmen von Speisen zu bestimmten Tageszeiten, häufig gemeinsam mit anderen Personen, aber auch das regelmäßig, zu bestimmten Zeiten des Tages eingenommene Essen.

## Allgemeines
Im Deutschen Wörterbuch der Brüder Grimm wird der Begriff Mahlzeit hergeleitet von der Zeitangabe für ein Gastmahl, zu dem eingeladen wurde. Die Bedeutung wurde dann verkürzt auf das Einnehmen der Speisen und Getränke, also eigentlich das Mahl.
Nach gastronomischen Gesichtspunkten lassen sich sechs Tagesmahlzeiten unterscheiden, wobei nach der neuzeitlichen Ernährung mindestens fünf Mahlzeiten angebracht sind: erstes Frühstück (französisch petit dejeuner) und ggf. zweites Frühstück (französisch deuxième petit dejeuner), Mittagessen (französisch déjeuner), Vesper, regional auch Brotzeit (französisch goûter), Abendessen (französisch dîner) und Nachtessen (frS|souper). Die Deutsche Gesellschaft für Ernährung (DGE) empfiehlt eine Verteilung der täglich aufgenommenen Gesamtenergie über den Tag: erstes Frühstück 25–30 % der Tagesenergiemenge, zweites Frühstück 5–10 %, Mittagessen 30–35 %, Vesper 5–10 % und Abendessen 20–30 % der Tagesenergiemenge.

## Geschichte
Es gibt in Europa kein einheitliches Mahlzeiten-Schema. In Deutschland breitete sich im Mittelalter allmählich die Gewohnheit aus, drei statt zwei Mahlzeiten pro Tag einzunehmen. Die beiden Hauptmahlzeiten Frühmahl (prandium) und Spätmahl (cena) entwickelten sich zwischen dem 16. und dem 18. Jahrhundert durch spätere Einnahme zu Mittag- bzw. Abendessen, wodurch die Zwischenmahlzeiten Frühstück (ientaculum, ursprünglich „Morgenbrot“) und Abendbrot (antecenia, die österreichischen Begriffe Jause und Marende zeugen noch von der ursprünglich Mittags eingenommenen Zwischenmahlzeit) neue Stellungen erhielten. Das Frühstück fand für die einfache Bevölkerung bereits zwischen 4 und 6 Uhr statt und bestand aus einem Morgensuppe genannten Brei und Brot, die meisten Bauern mussten sich bis ins 18. Jahrhundert auf Mehl- oder Milchsuppe beschränken. Zu Mittag gegessen wurde um 10 oder 11 Uhr, das Abendessen gab es dann um 18 oder 19 Uhr. Der Adel beschränkte sich zu dieser Zeit noch auf zwei Hauptmahlzeiten; er nahm das Frühmahl nach der Frühmesse und die Hauptmahlzeit nachmittags um 15 oder 16 Uhr ein, die sehr reichhaltig sein konnte. Anfang des 18. Jahrhunderts setzten sich auch in den Oberschichten drei Mahlzeiten durch und das Mittagessen wurde um 13 Uhr serviert, während das einfache Volk bereits um 12 Uhr aß. In einigen ländlichen Gebieten blieb die im 16. Jahrhundert entwickelte Speiseordnung bis in Grundzügen lange erhalten, seit dem 17./18. Jahrhundert ergänzt nur im erhöhten Verbrauch von Brot, Fleisch und Kartoffelgerichten. Im Innviertel beispielsweise verzehrten die Bauern bis nach dem Zweiten Weltkrieg morgens und abends Milchsuppe, mittags Sauerkraut und Knödel mit gekochtem Fleisch, zur Jause kaltes Fleisch vom Mittagessen mit Brot.
Im Westen Europas verlief die Verschiebung der Mahlzeiten noch stärker: In Frankreich wurde das als dîner (mfrz. „Fastenbrechen“) bezeichnete Frühmahl im 14. Jahrhundert um 10 Uhr, dann um 11 Uhr, im 16. und 17. Jahrhundert um 12 Uhr eingenommen, bis es im 19. Jahrhundert zum Abendessen geworden ist, wodurch das ursprüngliche Nachtmahl souper zu einem vornehmen Nachtimbiss wurde, etwa nach dem Ball, oder ganz wegfiel. Das ursprüngliche Frühstück déjeuner (von lateinisch disjejunare, „Fastenbrechen“, selbe Wurzel wie dîner), wird Mittags eingenommen, morgens ein petit déjeuner. In frankophonen Gebieten Belgiens, Kanadas, der Schweiz sowie im Aostatal hingegen blieben die ursprünglichen Bedeutungen erhalten: Ein déjeuner ist ein Frühstück, ein dîner ein Mittag- und ein souper ein Abendessen.
Eine ähnliche Entwicklung erfuhren die Mahlzeiten im Vereinigten Königreich, deren Ordnung seit dem 19. Jahrhundert besteht. Die Industrialisierung erforderte die Anwesenheit von Arbeitern wie Unternehmern in der Fabrik, so dass als Frühstück (englisch breakfast) bereits eine stärkende Mahlzeit eingenommen werden musste und das warme Mittagsmahl dinner auf den Abend verschoben wurde. Mittags wurde sich mit dem kalten lunch gestärkt, ursprünglich eine vor allem von adeligen Damen eingenommene Zwischenmahlzeit am Nachmittag, die durch den afternoon tea ersetzt wurde. Das supper genannte Nachtmahl erfuhr durch die Verschiebung des Dinners in den Abend eine ähnliche Veränderung wie sein französisches Pendant. In der Neuzeit wird – insbesondere an Sonn- und Feiertagen – das Frühstück ausgelassen und dafür ein ausgedehntes lunch (brunch) eingenommen.
siehe auch: Esskultur im Römischen Reich; Esskultur im Mittelalter; Esskultur der frühen Neuzeit

## Aktuelle Entwicklung
Anfang der 1990er Jahre nahmen die meisten Deutschen drei Mahlzeiten täglich ein, und zwar üblicherweise morgens zwischen 6 und 8, mittags zwischen 12 und 14 und abends zwischen 18 und 20 Uhr. Am Wochenende verschieben sich Frühstück und Abendessen oft zeitlich, während die Zeit für das Mittagessen unverändert bleibt. Im Durchschnitt wurden täglich 80 Minuten beim Essen verbracht. Bei Berufstätigen zeigt sich eine Tendenz, die warme Hauptmahlzeit erst abends einzunehmen. Auch wenn man im Urlaub zu Fuß oder mit einem Fahrzeug unterwegs ist, verschiebt sich die warme Hauptmahlzeit oft auf den Abend. In Schweden hat die Verlagerung der Hauptmahlzeit auf den Abend dazu geführt, dass mittlerweile das Abendessen als middag bezeichnet wird.
In den 1980er Jahren gaben nur 8 % der befragten Familien an, alle Mahlzeiten gemeinsam einzunehmen, bei 20 % gab es gar keine gemeinsamen Mahlzeiten. „Je mehr Fertigprodukte verwendet werden, desto weniger wird eine Mahlzeit als Familienessen wahrgenommen: der Zubereitungsprozess gilt als ‚Liebesbeweis‘.“
Mitte der 1990er Jahre wurden noch 82 % der warmen Hauptmahlzeiten zu Hause eingenommen, im Jahr 2001 waren es nur noch 66 %. Es wird zunehmend in Kantinen, in Fast-Food-Restaurants, aber auch Bäckereien und Metzgereien mit Speiseangeboten gegessen. Vor allem Jüngere zwischen 19 und 25 Jahren essen häufig außer Haus.

## Soziale Bedeutung
Soziologisch wird Mahlzeiten eine wichtige soziale Funktion zugeschrieben, die weit über die rein körperliche Sättigung hinausgeht. „(…) sie sind primärer Sozialisationsort zur Vermittlung von gesellschaftlichen Vorstellungen von Essen und Trinken und des gesellschaftlichen Umgangs mit Speisen. (…) Innerhalb der Familie ist die Tischgemeinschaft ein zentrales Symbol der Zusammengehörigkeit (…)“. Eine aufwändig zubereitete Mahlzeit wird auch unausgesprochen oft als Form der Zuwendung aufgefasst und hat somit weitere symbolische Bedeutung. Außerdem ist die Mahlzeit ein Rahmen für einen Teil der Kindererziehung, vor allem der Vermittlung von gutem Benehmen.
„Das traditionelle Leitbild (in Deutschland, erg.) war bis Ende der 1980er Jahre die warme (Mittags-)Mahlzeit zu Hause, gekocht und serviert für die Familie von der Hausfrau.“ Diese Tradition löst sich in Deutschland (und anderen Ländern) allmählich auf, Soziologen sprechen von zunehmendem „situativen Essen im Alltag“ (siehe situativer Einzelesser) zu nicht festgelegten Zeiten und auch nicht mehr ausschließlich am Esstisch. „Für Kinder und Jugendliche ist gemeinsames Essen teilweise eine lästige Verpflichtung und wird als Ort von Einengung oder Zwang empfunden (…).“
Die anthropologische Forschung hat belegt, dass es in jeder Gesellschaft bestimmte Regeln für Mahlzeiten gibt. Vor allem Mary Douglas hat sich mit diesem Thema beschäftigt und 1975 den Aufsatz Deciphering a Meal („Entzifferung einer Mahlzeit“) veröffentlicht. Bedeutend sind auch die Arbeiten des Ethnologen Claude Lévi-Strauss zu diesem Thema. Im Gegensatz zu Getränken, die häufig auch Fremden angeboten werden, sind Mahlzeiten auf einen bestimmten Kreis von Personen beschränkt, und vor der Teilnahme Außenstehender muss eine ausdrückliche Einladung ausgesprochen werden. Bei allen bekannten Ethnien ist die Zubereitung der Alltagsmahlzeiten traditionell eine Aufgabe der Frauen.

## Regelungen in Deutschland
Bis heute gibt es im Arbeitsrecht keine festen Regelungen zu Mahlzeiten. Es wird empfohlen, Mahlzeiten in den Arbeitspausen zu sich zu nehmen. Um Jugendschutzbestimmungen nachzukommen, muss dafür auf Schiffen genügend Zeit eingeräumt werden (§ 53 Abs. 5 SeeArbG). Auch dürfen sich Jugendliche zwischen 5 Uhr und 23 Uhr allein in Gaststätten aufhalten, wenn sie eine Mahlzeit zu sich nehmen (§ 4 Abs. 1 JuSchG). Ebenso sehen Tarifverträge häufig vor, dass ausreichend Zeit zum Einnehmen der Mahlzeiten vom Arbeitgeber gewährt werden muss.

## „Mahlzeit“ als Gruß
„Mahlzeit“ wird vor allem in westlichen Bereichen Deutschlands sowie in Österreich zur Mittagszeit häufig als knappe Grußformel benutzt. Der Ursprung dieses Brauches ist eine Kurzform des früher verbreiteten Grußes „Gesegnete Mahlzeit!“. Die Verkürzung war bereits im 19. Jahrhundert üblich, wie im Wörterbuch der Brüder Grimm nachzulesen ist, wobei die Bedeutung des Segens heute weitgehend verloren gegangen ist. Der Ausdruck „Mahlzeit“ ist schwer in andere Sprachen zu übersetzen. Im Umgangssprachlichen verwendet man diesen Ausdruck, wenn man sich (meist im beruflichen Bereich) um die Mittagszeit trifft. Oft wird es beim Verlassen zur und von der Mittagspause verwendet. Ein Vergleich mit „Guten Appetit“ ist daher zu simpel und drückt nicht genau das aus, was man meint, wenn man einander kurz und bündig mit „Mahlzeit“ grüßt.
Im geschäftlichen Bereich ist diese Art von Anrede durch die Implizierung der persönlichen Ebene eher verpönt. Ebenso wird der „Mahlzeit“-Gruß auch außerhalb des norddeutschen Raumes morgens verwendet.
Leopold Tyrmand, der als Jude während des Zweiten Weltkrieges mit gefälschten Papieren in Frankfurt am Main in Luxushotels gearbeitet hatte, berichtet, dass der Gruß „Mahlzeit“ von denjenigen Deutschen verwendet wurde, die nicht mit dem offiziellen Hitlergruß grüßen wollten.
Ebenfalls bei Grimm nachgewiesen ist die ironische Benutzung der Formel „gesegnete Mahlezeit“ oder „prost Mahlzeit“ im Sinne von „nichts da“ oder „im Gegenteil“, unter anderem verwendet von Friedrich Schiller in Wallensteins Lager.
In der Schweiz wird dieser Gruß nicht verwendet. Jedoch ist es üblich, dass man zur Verabschiedung beim Verlassen des Arbeitsplatzes oder unmittelbar vor dem Essen einfach auf Schweizerdeutsch En Guete! (Guten Appetit) sagt, ähnlich dem deutschen Mahlzeit.